# 대한민국 형법 제275조
대한민국 형법 제275조는 유기, 존속유기에 대한 형법각칙의 조문이다.

## 조문
제275조(유기등 치사상) ① 제271조 내지 제273조의 죄를 범하여 사람을 상해에 이르게 한 때에는 7년 이하의 징역에 처한다. 사망에 이르게 한 때에는 3년 이상의 유기징역에 처한다.
②자기 또는 배우자의 직계존속에 대하여 제271조 또는 제273조의 죄를 범하여 상해에 이르게 한 때에는 3년 이상의 유기징역에 처한다. 사망에 이르게 한 때에는 무기 또는 5년 이상의 징역에 처한다.
[전문개정 1995.12.29]

第275條(遺棄등 致死傷) ① 第271條 내지 第273條의 罪를 犯하여 사람을 傷害에 이르게 한 때에는 7年 이하의 懲役에 處한다. 死亡에 이르게 한 때에는 3年 이상의 有期懲役에 處한다.
②자기 또는 配偶者의 直系尊屬에 대하여 第271條 또는 第273條의 罪를 犯하여 傷害에 이르게 한 때에는 3年 이상의 有期懲役에 處한다. 死亡에 이르게 한 때에는 無期 또는 5年이상의 懲役에 處한다.
[全文改正 1995.12.29.]

## 판례
환자인 딸의 사망 위험 예견가능성이 있는 상황에서 자신의 종교적 신념 등으로 수혈을 거부하여 결과적으로 딸을 사망에 이르게 하였다면 유기치사죄에 해당한다(79도 1387)

## 참고 문헌
- 김재윤(학원인), 손동권 저, 새로운 형법각론, 율곡출판사, 2013. ISBN 9788997428342

## 같이 보기
- 감금죄
- 강도상해죄